# Club Atlético Social Corralense
El Club Atlético Social Corralense , también conocido como Corralense, es una entidad deportiva argentina, cuya actividad principal es el fútbol.
Fundado el 11 de febrero de 1911 por un grupo de pobladores de la localidad. Tiene su sede en Avenida Santa Fe 555, en pleno centro de la localidad de Corral de Bustos en la provincia de Córdoba.
En la Liga Regional de Fútbol del Sur Corralense es el equipo más veces se consagró con un total de 26 títulos. El equipo juega de local en el Estadio Oscar Ruggeri y cuenta con una capacidad para 10.000 espectadores.
El color que lo identifica es el verde, con los cuales fueron diseñados el escudo y la casaca deportiva.
Junto con Sporting protagoniza el clásico de Corral de Bustos.

## Historia

### Fundación
Fundado el 11 de febrero de 1911 en la localidad de Corral de Bustos, provincia de Córdoba bajo el nombre de Club Atlético Corral de Bustos por un grupo de pobladores de la localidad. De aquel sueño de uno pocos se formó el primer club del pueblo que se organizó en torno a la práctica de fútbol.

### Primera comisión directiva
| [[Archivo:\|link=\|22px\|Icono]]Comisión directiva (1917) |
| |
| - Presidente: Cándido Robles - Vicepresidente: Edelmiro Rodríguez - Secretario: Nicolás Silva - Tesorero Bulmaro Agüero - Vocal Titular 1.º: Salvador Marinelli - Vocal Titular 2.º: Manuel Gaite - Vocal Titular 3.º: Nicolás Lasagno |
| |

Comenzó su actividad futbolística en el predio de calle Belgrano e Independencia para luego mudarse al actual en Ruta 11 y Ecuador.
En 1918 se aprobaron los estatutos y se reconoció como nombre Club Atlético Social Corralense-Entidad Civil.
En 1964 se inauguró la Sede Social. En 2011 fue reformada y dentro de ella hay un salón de fiestas.
El 6 de enero de 1972 se inauguró el velódromo con una medida de 222 metros. 
El 9 de junio de 1974 inauguró el actual Estadio con una capacidad para 10.000 espectadores siendo éste uno de los 10 Estadios con más capacidad en la provincia de Córdoba. El 27 de diciembre de 2010 se le impuso el nombre de Estadio Oscar Ruggeri en honor al deportista nacido en la ciudad Oscar Ruggeri.
En 1980 se inauguró la pileta olímpica de 50x25, pileta para niños y zona de salto en trampolines.  
En 1991 se inauguraron 2 canchas de  paddle.

### Títulos
En la Liga del Sur logró un total de 19 veces con las consagraciones de 1975, 1976, 1990, 1991, 1994, 1996, 1998, 2004, 2007, 2009, A. 2014, C. 2014, A. 2015, C. 2015, A. 2016, C. 2016, A. 2017, C. 2017 y C. 2018. Además se consagró un total de 5 veces en el Torneo preparación de la Liga del Sur en 1973, 1974, 1975, 1979 y 1980.

## Instalaciones
En Ruta Provincial 11 y Ecuador:
- Estadio de fútbol "Oscar Ruggeri"
- Natatorio olímpico, zona de trampolines y natatorio para niños.
- Velódromo
- 2 canchas de paddle
- 12 Canchas auxiliares de fútbol
- Cancha de voley playa
- Camping
- 5 canchas de tenis
- 2 canchas de fútbol 5 y 1 de fútbol 7.

En Avenida Santa Fe 555:
- Sede social con salón de fiestas.
- Museo Domingo Crissi.
- Gimnasio (patín).
- Gimnasio (voley).

## Infraestructura
El Estadio Oscar Ruggeri se encuentra ubicado en Ruta Provincial 11 y Ecuador, en la ciudad de Corral de Bustos. Fue inaugurado el 9 de junio de 1974 en un partido ante Boca Juniors en el cual cayó derrotado por 2 tantos contra 0.

## Datos del club
- Temporadas en Primera División: 0
- Temporadas en segunda división: 0
- Temporadas en tercera división: 0
- Temporadas en cuarta división: 1
  - Torneo Regional Federal Amateur: 1 (2019)
- Temporadas en quinta división: 1
  - Torneo Federal C: 1 (2018)

## Palmarés
| Torneos Regionales                   | Torneos Regionales | Torneos Regionales |
| Competición                          | Títulos | Subcampeonatos     |
| ------------------------------------ | --- | ------------------ |
| Liga Regional de Fútbol del Sur (20) | 1975, 1976, 1990, 1991, 1994, 1996, 1998, 2004, 2007, 2009, A. 2014, C. 2014, A. 2015, C. 2015, A. 2016, C. 2016, A. 2017, C. 2017, C. 2018 y A. 2023 |                    |

## Otras actividades
- Gimnasia artística
- Voley
- Patín
- Taekwondo
- Hockey
- Tenis
- Padel
- Fútbol mayores
- Futbol femenino
- Fútbol amateur
- Fútbol infantil
- Acrobacia en tela